# Sillerö
Sillerö är en by i Malungs socken i Malung-Sälens kommun, Dalarnas län belägen en dryg kilometer söder om Yttermalung vid västra stranden av Västerdalälven.
I Sillerö finns en bystuga, ett byaråd, några företag och ett hundpensionat.
Det har både funnits skola och affär i byn. Men nu är den närmsta skolan i Yttermalung och den närmsta affären i Malung. Bykärnan räknas som kulturområde med många hukande röda hus.